# Gonomyia angulifera
Gonomyia angulifera är en tvåvingeart som beskrevs av Alexander 1933. Gonomyia angulifera ingår i släktet Gonomyia och familjen småharkrankar. Inga underarter finns listade i Catalogue of Life.